# Micrathyria spinifera
Micrathyria spinifera är en trollsländeart som beskrevs av Philip Powell Calvert 1909. Micrathyria spinifera ingår i släktet Micrathyria och familjen segeltrollsländor. IUCN kategoriserar arten globalt som livskraftig. Inga underarter finns listade i Catalogue of Life.